# Aconquija
Aconquija è una città argentina del dipartimento di Andalgalá, nella provincia di Catamarca.